# Обсич
Обсич (укр. Обсіч) — село в Берёзовской сельской общине Сарненского района Ровненской области Украины.
До 2020 года входило в Рокитновский район.
Население по переписи 2001 года составляло 376 человек. Почтовый индекс — 34220. Телефонный код — 8-03635. Код КОАТУУ — 5625083203.
В селе имеются три продуктовых магазина, медпункт, школа I—II степеней, сельский клуб и церковь.